# Martin Delrio
Martin Delrio (ur. 17 maja 1551, zm. 19 października 1608) – jezuicki teolog, autor dzieła na temat czarownictwa Disquisitiones magicae .

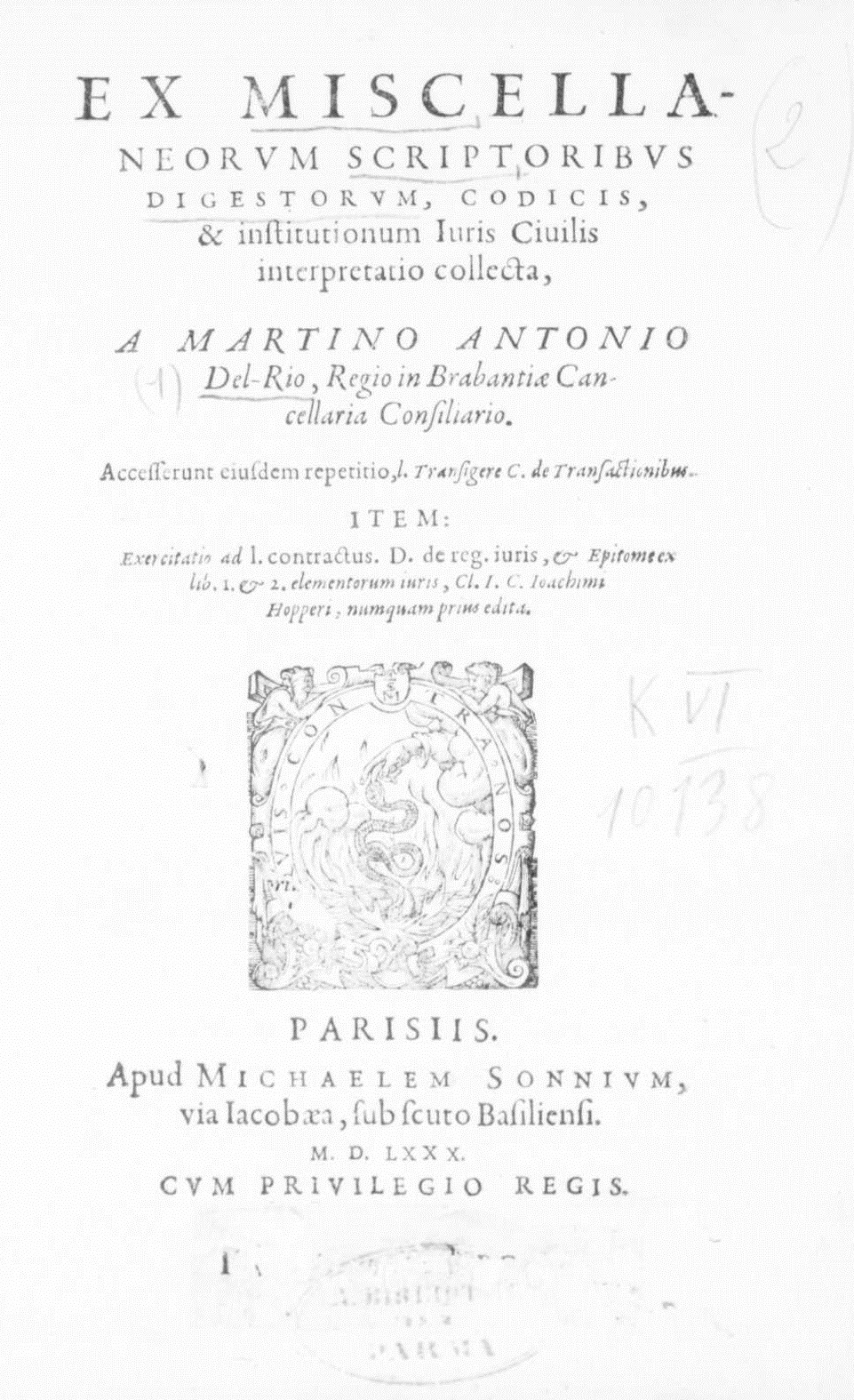
Ex miscellaneorum scriptoribus digestorum, codicis et institutionum iuris civilis interpretatio, 1580

## Disquisitiones magicae

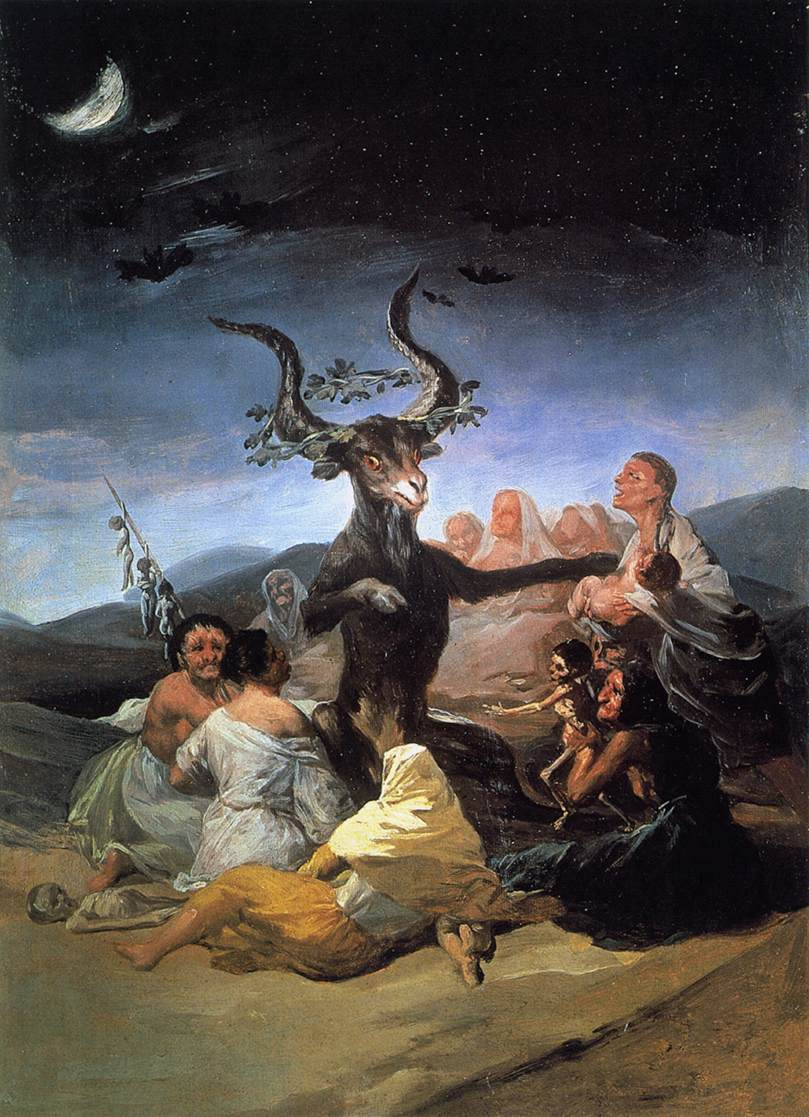
Francisco Goya, Sabat czarownic

Na początku XVII wieku została dopracowana koncepcja sabatu czarownic. Delrio opisuje w Disquisitiones magicae, jak on wygląda:
Tam, przy większości okazji, gdy już cuchnące, ohydne ognisko zostało rozpalone, zły duch siedzi na tronie jako przewodniczący zgromadzenia. Jego wygląd jest przerażający, prawie zawsze przypomina kozła lub psa. Czarownice podchodzą do niego, aby go czcić na różne sposoby. Czasami błagają go na kolanie; czasami stoją do niego plecami. Ofiarują mu świece zrobione ze smoły lub dziecięcej pępowiny i całują go w odbyt jako znak hołdu. Czasami imitują najświętszą ofiarę Mszy (największe ze wszystkich przestępstw), jak również skropienie wodą święconą i inne katolickie obrzędy. Po uczcie, każdy zły duch bierze za rękę uczennicę, która mu podlega i aby robić wszystko za pomocą najbardziej absurdalnego rodzaju rytuału, każda osoba odchyla się do tyłu, łączy ręce w okręgu i kołysze głową, jak oszalali fanatycy robią. Wtedy zaczynają tańczyć. Śpiewają bardzo obsceniczne piosenki ku jego [Szatana] chwale. Zachowują się niedorzecznie pod każdym względem i w każdym sensie przeciwnie do ustalonego zwyczaju. Potem ich demono-kochankowie kopulują z nimi w najbardziej odrażający sposób.